# Macroglossum wolframmeyi
Macroglossum wolframmeyi là một loài bướm đêm thuộc họ Sphingidae. Nó được tìm thấy ở Philippines (đảo Cuyo).